# 유카탄주

유카탄주

유카탄주(스페인어: Yucatán)는 멕시코 남동부에 위치한 주로 주도는 메리다이며 면적은 39,524km2, 인구는 2,015,977명(2012년 기준), 인구 밀도는 51명/km2이다. 1823년 12월 23일에 신설되었으며 106개 지방 자치체를 관할한다. 남서쪽으로는 캄페체주, 남동쪽으로는 킨타나로오주, 북쪽으로는 멕시코만과 접한다.

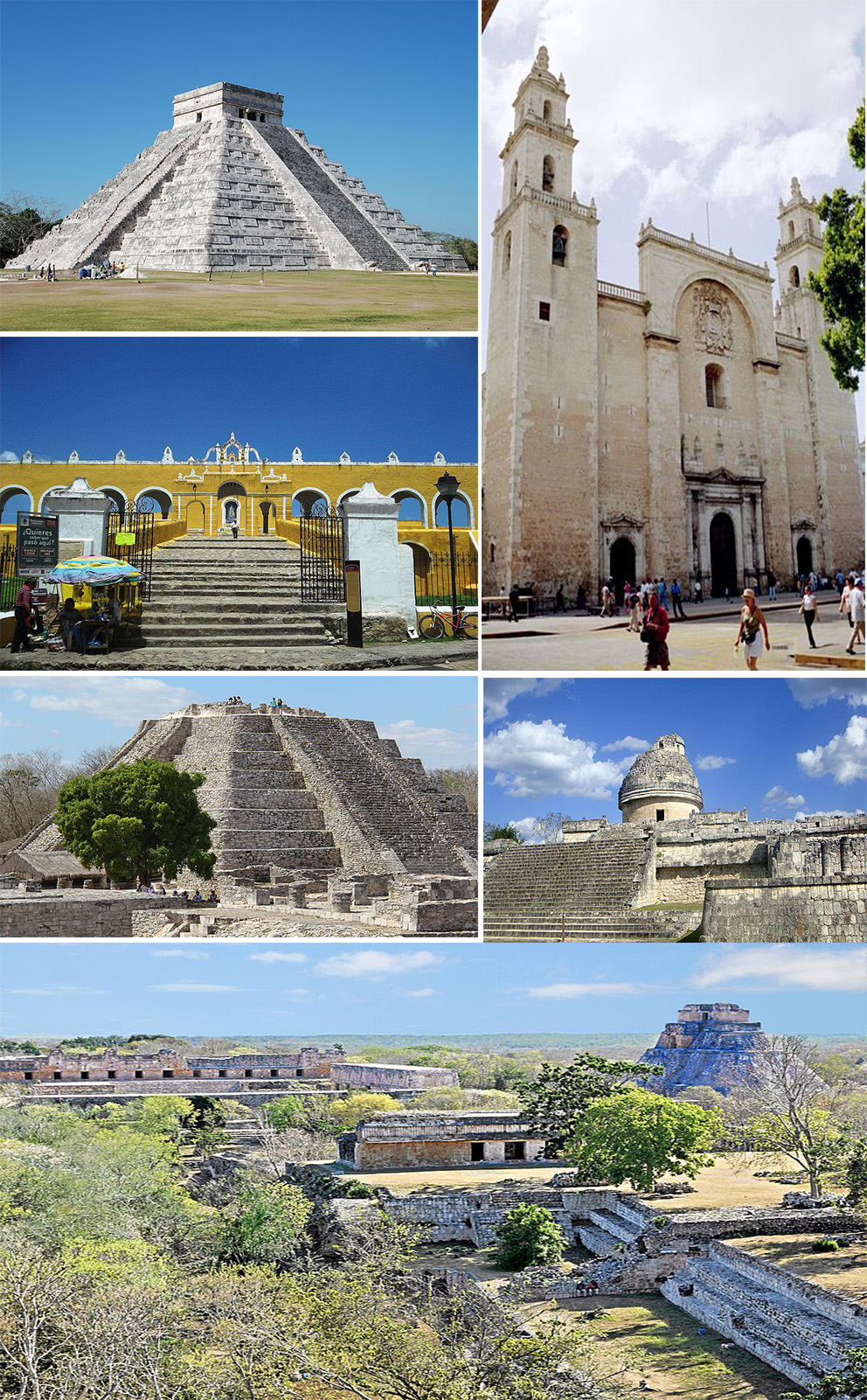

주기
주 문장

## 인구
| 연도 | 인구      | ±%     |
| ---- | --------- | ------ |
| 1895 | 298,569   | —      |
| 1900 | 309,652   | +3.7%  |
| 1910 | 339,613   | +9.7%  |
| 1921 | 358,221   | +5.5%  |
| 1930 | 386,096   | +7.8%  |
| 1940 | 418,210   | +8.3%  |
| 1950 | 516,899   | +23.6% |
| 1960 | 614,049   | +18.8% |
| 1970 | 758,355   | +23.5% |
| 1980 | 1,063,733 | +40.3% |
| 1990 | 1,362,940 | +28.1% |
| 1995 | 1,556,622 | +14.2% |
| 2000 | 1,658,210 | +6.5%  |
| 2005 | 1,818,948 | +9.7%  |
| 2010 | 1,955,577 | +7.5%  |
| 2015 | 2,097,175 | +7.2%  |
| 2020 | 2,320,898 | +10.7% |

## 같이 보기
- 유카탄 공화국
- 칙술루브 충돌구